# Yvoy-le-Marron
Pour Yvoy dans les Ardennes, voir Carignan (Ardennes).
Yvoy-le-Marron est une commune française située dans le département de Loir-et-Cher, en région Centre-Val de Loire.
Localisée à l'est du département, la commune fait partie de la petite région agricole « la Grande Sologne », vaste étendue de bois et de prés aux récoltes médiocres. Elle est drainée par la Rère, les Lacs Plats, le Rouaire, les Forges, les Gaz, le Saint Joseph et par divers petits cours d'eau.
L'occupation des sols est marquée par l'importance des espaces agricoles et naturels qui occupent la quasi-totalité du territoire communal. Un espace naturel d'intérêt est présent sur la commune : un site natura 2000.  En 2010, l'orientation technico-économique de l'agriculture sur la commune est la culture des céréales et des oléoprotéagineux. À l'instar du département qui a vu disparaître le quart de ses exploitations en dix ans, le nombre d'exploitations agricoles a fortement diminué, passant de 32 en 1988, à 7 en 2000, puis à 6 en 2010.

## Géographie

### Localisation et communes limitrophes
La commune d'Yvoy-le-Marron se trouve à l'est du département de Loir-et-Cher, dans la petite région agricole de la Grande Sologne,. À vol d'oiseau, elle se situe à 39,7 km  de Blois, préfecture du département, à 31,3 km de Romorantin-Lanthenay, sous-préfecture, et à 27,6 km de Salbris, chef-lieu du canton de la Sologne dont dépend la commune depuis 2015. La commune fait en outre partie du bassin de vie de La Ferté-Saint-Aubin.
Les communes les plus proches sont : 
Chaumont-sur-Tharonne (4,5 km), Villeny (7,4 km), La Marolle-en-Sologne (7,7 km), Ligny-le-Ribault (7,9 km)(45), La Ferté-Beauharnais (10,1 km), Neung-sur-Beuvron (11,5 km), La Ferté-Saint-Aubin (11,5 km)(45), Montrieux-en-Sologne (12,9 km) et Jouy-le-Potier (13,1 km) (45).
| Ligny-le-Ribault      | La Ferté-Saint-Aubin | La Ferté-Saint-Aubin  |
| Villeny               | Yvoy-le-Marron       | Vouzon                |
| La Marolle-en-Sologne | La Ferté-Beauharnais | Chaumont-sur-Tharonne |

### Hydrographie
La commune est drainée par la Canne (0,507 km), l'Arignan (3,423 km) et par divers petits cours d'eau, constituant un réseau hydrographique de 47,66 km de longueur totale.
La Canne, d'une longueur totale de 26,4 km, prend sa source dans la commune de Vouzon et se jette  dans le Cosson à La Ferté-Saint-Aubin, après avoir traversé 5 communes.
L'Arignan, d'une longueur totale de 14,8 km, prend sa source dans la commune d'Yvoy-le-Marron, dans le Loiret et se jette  dans le Cosson au droit de la commune de La Ferté-Saint-Cyr, après avoir traversé 5 communes.
Sur le plan piscicole, ces cours d'eau sont classés en deuxième catégorie, où le peuplement piscicole dominant est constitué de poissons blancs (cyprinidés) et de carnassiers (brochet, sandre et perche).

### Environnement
En raison de la qualité de son environnement nocturne (très peu de sources de pollution lumineuse grâce à une extinction programmée des lampadaires la nuit), la commune est la première de France à avoir été labellisée « Villes et villages étoilés » (*Village 1 étoile* par l'ANPCEN et reçoit la deuxième étoile en 2012).

### Climat
Pour des articles plus généraux, voir Climat du Centre-Val de Loire et Climat de Loir-et-Cher.
En 2010, le climat de la commune est de type climat océanique dégradé des plaines du Centre et du Nord, selon une étude du CNRS s'appuyant sur une série de données couvrant la période 1971-2000. En 2020, Météo-France publie une typologie des climats de la France métropolitaine dans laquelle la commune est exposée à un climat océanique altéré et est dans la région climatique Moyenne vallée de la Loire, caractérisée par une bonne insolation (1 850 h/an) et un été peu pluvieux.
Pour la période 1971-2000, la température annuelle moyenne est de 11,2 °C, avec une amplitude thermique annuelle de 15,5 °C. Le cumul annuel moyen de précipitations est de 730 mm, avec 10,7 jours de précipitations en janvier et 7,1 jours en juillet. Pour la période 1991-2020, la température moyenne annuelle observée sur la station météorologique de Météo-France la plus proche, sur la commune de Ligny-le-Ribault à 8 km à vol d'oiseau, est de 11,6 °C et le cumul annuel moyen de précipitations est de 741,2 mm,. Pour l'avenir, les paramètres climatiques de la commune estimés pour 2050 selon différents scénarios d'émission de gaz à effet de serre sont consultables sur un site dédié publié par Météo-France en novembre 2022.

### Milieux naturels et biodiversité

#### Sites Natura 2000
Le réseau Natura 2000 est un réseau écologique européen de sites naturels d'intérêt écologique élaboré à partir des Directives « Habitats » et « Oiseaux ». Ce réseau est constitué de Zones spéciales de conservation (ZSC) et de Zones de protection spéciale (ZPS). Dans les zones de ce réseau, les États membres s'engagent à maintenir dans un état de conservation favorable les types d'habitats et d'espèces concernés, par le biais de mesures réglementaires, administratives ou contractuelles. L'objectif est de promouvoir une gestion adaptée des habitats tout en tenant compte des exigences économiques, sociales et culturelles, ainsi que des particularités régionales et locales de chaque État membre. Les activités humaines ne sont pas interdites, dès lors que celles-ci ne remettent pas en cause significativement l'état de conservation favorable des habitats et des espèces concernés. Une partie du territoire communal est incluse dans le site Natura 2000 : 
la « Sologne », d'une superficie de 346 184 ha.

## Urbanisme

### Typologie
Au 1er janvier 2024, Yvoy-le-Marron est catégorisée commune rurale à habitat dispersé, selon la nouvelle grille communale de densité à sept niveaux définie par l'Insee en 2022.
Elle est située hors unité urbaine. Par ailleurs la commune fait partie de l'aire d'attraction d'Orléans, dont elle est une commune de la couronne,. Cette aire, qui regroupe 136 communes, est catégorisée dans les aires de 200 000 à moins de 700 000 habitants,.

### Occupation des sols
L'occupation des sols est marquée par l'importance des espaces agricoles et naturels (96,8 %). La répartition détaillée ressortant de la base de données européenne d'occupation biophysique des sols Corine Land Cover millésimée 2012 est la suivante : 
terres arables (11,6 %), 
cultures permanentes (0,6 %), 
zones agricoles hétérogènes (15,4 %), 
prairies (3,5 %), 
forêts (65,2 %), 
milieux à végétation arbustive ou herbacée (0,7 %), 
zones urbanisées (1 %), 
espaces verts artificialisés non agricoles (0,5 %), 
zones industrielles et commerciales et réseaux de communication (1,7 %), 
eaux continentales (0,5 %).

### Planification
La loi SRU du 13 décembre 2000 a incité fortement les communes à se regrouper au sein d'un établissement public, pour déterminer les partis d'aménagement de l'espace au sein d'un SCoT, un document essentiel d'orientation stratégique des politiques publiques à une grande échelle. La commune est dans le territoire du  SCOT de Grande Sologne, prescrit en juillet 2015.
En matière de planification, la commune disposait en 2017 d'une carte communale approuvée, un plan local d'urbanisme était en élaboration.

### Habitat et logement
Le tableau ci-dessous présente la typologie des logements à Yvoy-le-Marron en 2016 en comparaison avec celle du Loir-et-Cher et de la France entière. Une caractéristique marquante du parc de logements est ainsi une proportion de résidences secondaires et logements occasionnels (17,3 %) inférieure à celle du département (18 %) mais supérieure à celle de la France entière (9,6 %). Concernant le statut d'occupation de ces logements, 71,3 % des habitants de la commune sont propriétaires de leur logement (72,6 % en 2011), contre 68,1 % pour le Loir-et-Cher et 57,6 pour la France entière.
|                                                         | Yvoy-le-Marron | Loir-et-Cher | France entière |
| ------------------------------------------------------- | -------------- | ------------ | -------------- |
| Résidences principales (en %)                           | 69,7           | 74,5         | 82,3           |
| Résidences secondaires et logements occasionnels (en %) | 17,3           | 18           | 9,6            |
| Logements vacants (en %)                                | 13,0           | 7,5          | 8,1            |

### Risques majeurs
Le territoire communal d'Yvoy-le-Marron est vulnérable à différents aléas naturels : ), climatiques (hiver exceptionnel ou canicule), feux de forêts, mouvements de terrains ou sismique (sismicité très faible).
Il est également exposé à un risque technologique : le risque nucléaire,.

#### Risques naturels
Les mouvements de terrains susceptibles de se produire sur la commune sont liés au retrait-gonflement des argiles. Le phénomène de retrait-gonflement des argiles est la conséquence d'un changement d'humidité des sols argileux. Les argiles sont capables de fixer l'eau disponible mais aussi de la perdre en se rétractant en cas de sécheresse. Ce phénomène peut provoquer des dégâts très importants sur les constructions (fissures, déformations des ouvertures) pouvant rendre inhabitables certains locaux. La carte de zonage de cet aléa peut être consultée sur le site de l'observatoire national des risques naturels Georisques.

#### Risques technologiques
Une partie du territoire de la commune peut être concernée par le risque nucléaire (les hameaux la Belle Fontaine, le Mont Suzey, la Cabane, le Chemin, la Blinière, Coibray). En cas d'accident grave, certaines installations nucléaires sont susceptibles de rejeter dans l'atmosphère de l'iode radioactif. Or la commune se situe partiellement à l'intérieur du périmètre de 20 km du Plan particulier d'intervention de la centrale nucléaire de Saint-Laurent-des-Eaux. À ce titre les habitants de la commune, comme tous ceux résidant dans le périmètre proche de 20 km de la centrale ont bénéficié, à titre préventif, d'une distribution de comprimés d'iode stable dont l'ingestion avant rejet radioactif permet de pallier les effets sur la thyroïde d'une exposition à de l'iode radioactif. En cas d'incident ou d'accident nucléaire, des consignes de confinement ou d'évacuation peuvent être données et les habitants peuvent être amenés à ingérer, sur ordre du préfet, les comprimés en leur possession,.

## Toponymie
Le village s'appelait précédemment Yvoy-le-Galeux. Son ancien nom est probablement à rapporter à la présence d'une fontaine « guérisseuse » sur le territoire de la commune, et connue depuis le VIe siècle. Cette source porte le nom de Saint Caprais, évêque d'Agen du IVe siècle et présenté comme saint guérisseur de la gale.
C'est en 1841 que le nom actuel d'Yvoy-le-Marron fut adopté, en vertu de l'ordonnance du roi Louis-Philippe du 14 juin de la même année.

## Histoire

### Antiquité
Il existe à Yvoy-le-Marron plusieurs tumulus ou « tombelles » datant de l'Âge du Bronze.

### Époque contemporaine
Des années 1950 aux années 1970 a eu lieu un festival de variétés, sous la houlette de Jean Prouvost, qui accueillit plusieurs chanteurs reconnus : Johnny Hallyday, Nana Mouskouri, Sylvie Vartan...
Le mariage d'Olivia de Havilland et du journaliste Pierre Galante y a été célébré le 2 avril 1955.

## Politique et administration

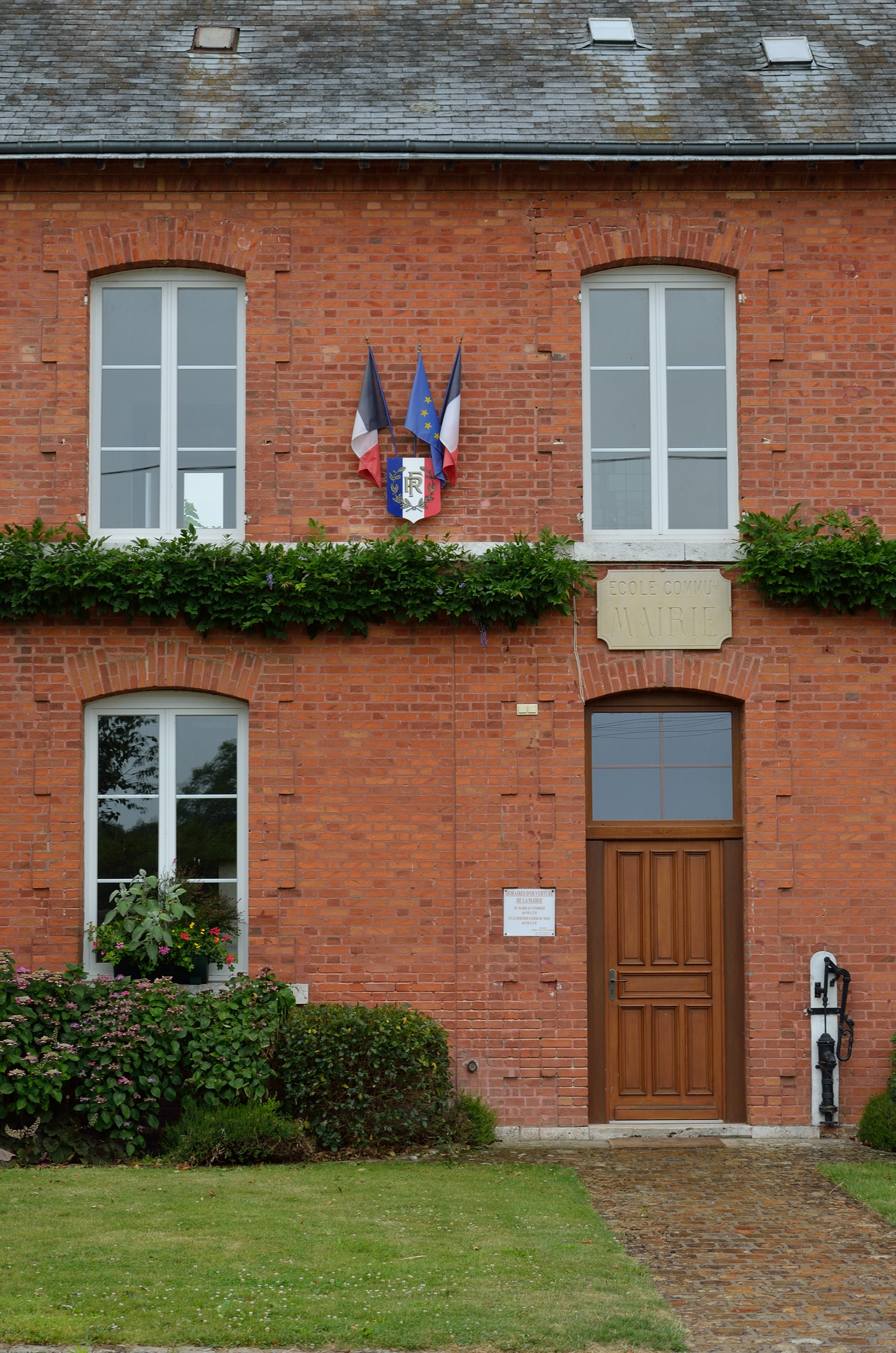
Façade de la mairie.

### Découpage territorial
La commune d'Yvoy-le-Marron est membre de la Communauté de communes de la Sologne des étangs, un établissement public de coopération intercommunale (EPCI) à fiscalité propre créé le 1er janvier 2001.
Elle est rattachée sur le plan administratif à l'arrondissement de Romorantin-Lanthenay, au département de Loir-et-Cher et à la région Centre-Val de Loire, en tant que circonscriptions administratives. Sur le plan électoral, elle est rattachée au canton de la Sologne depuis 2015 pour l'élection des conseillers départementaux et à la deuxième circonscription de Loir-et-Cher pour les élections législatives.

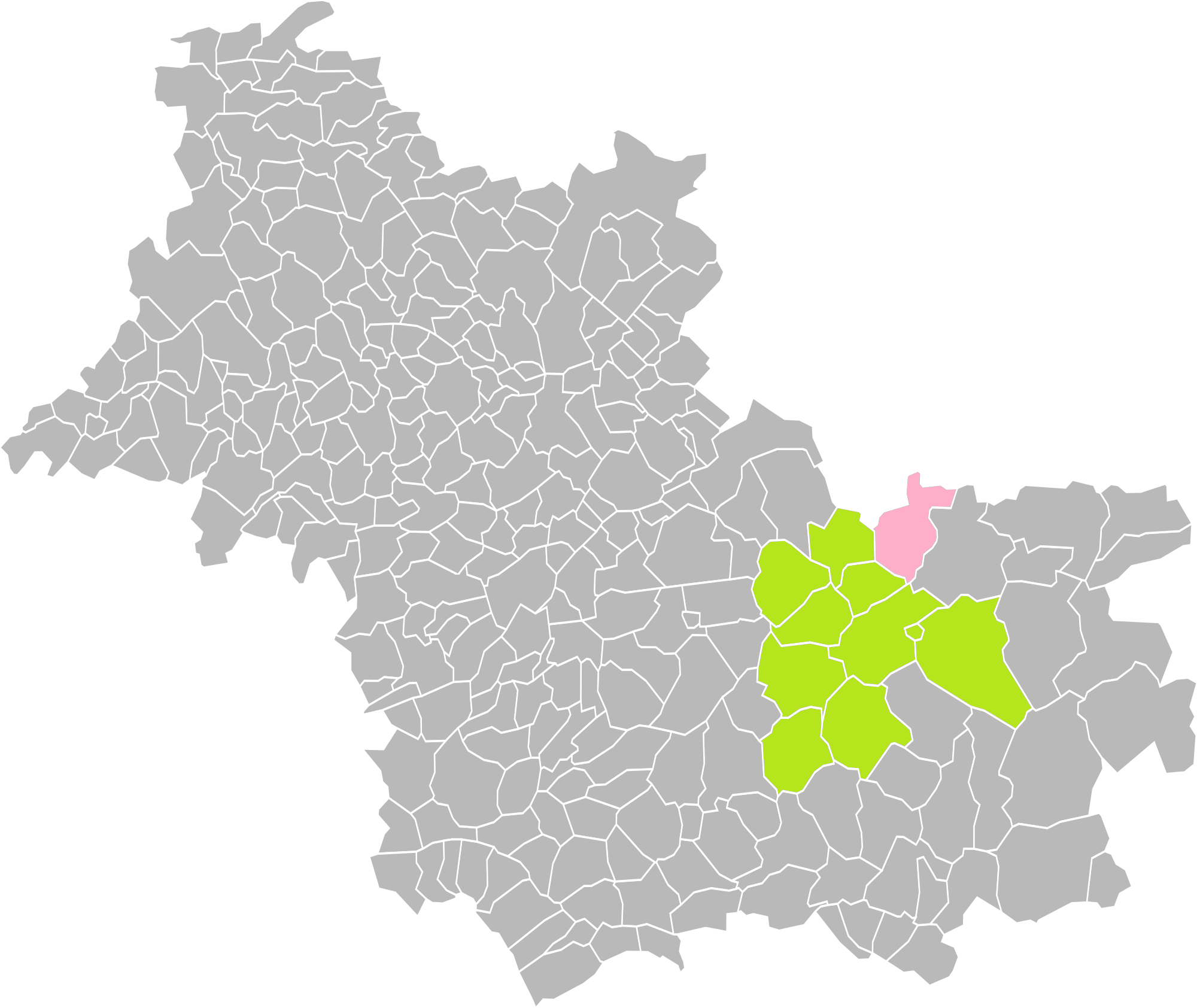
Yvoy-le-Marron dans l'intercommunalité en 2016.
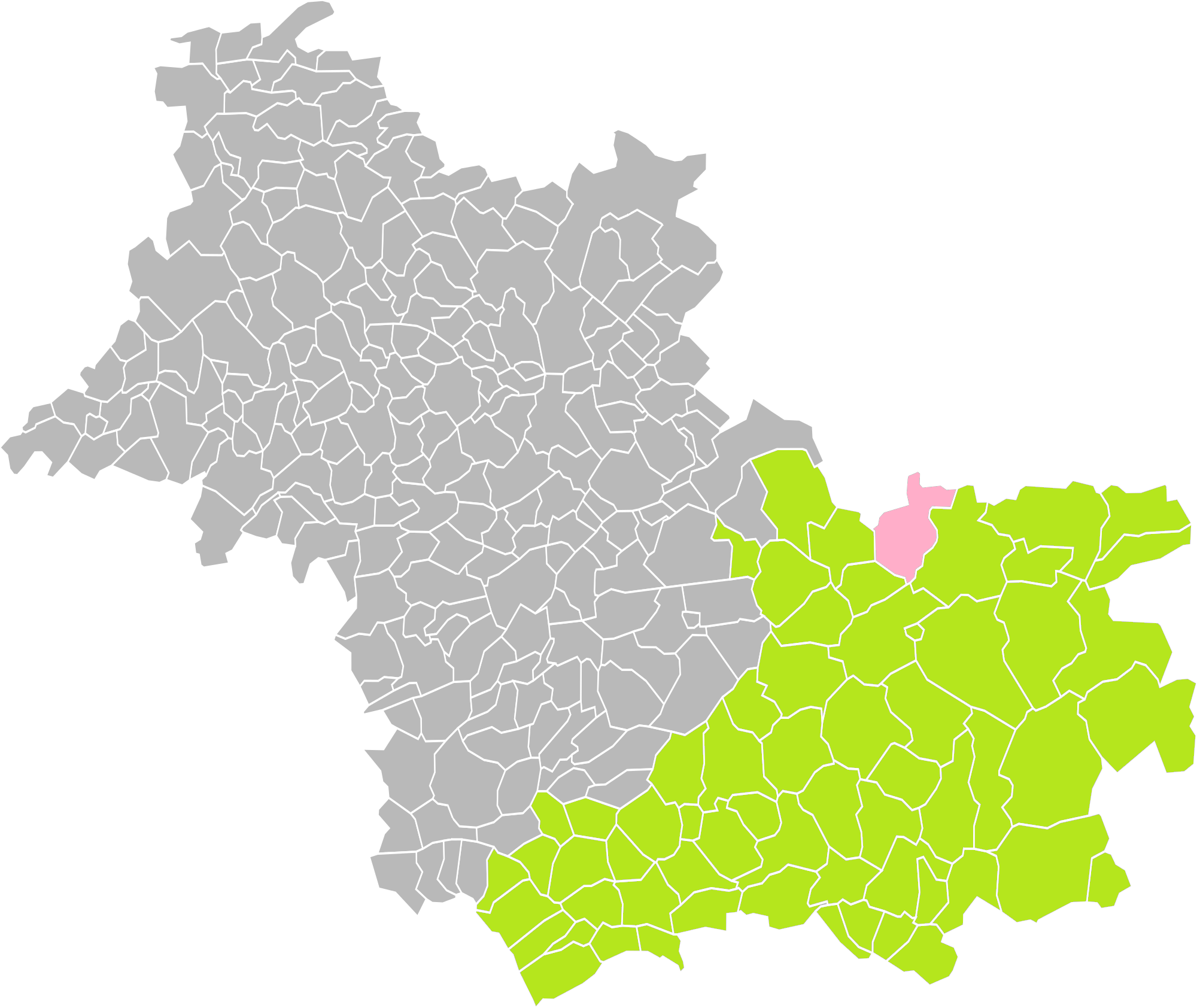
Yvoy-le-Marron dans l'arrondissement de Romorantin-Lanthenay en 2016.
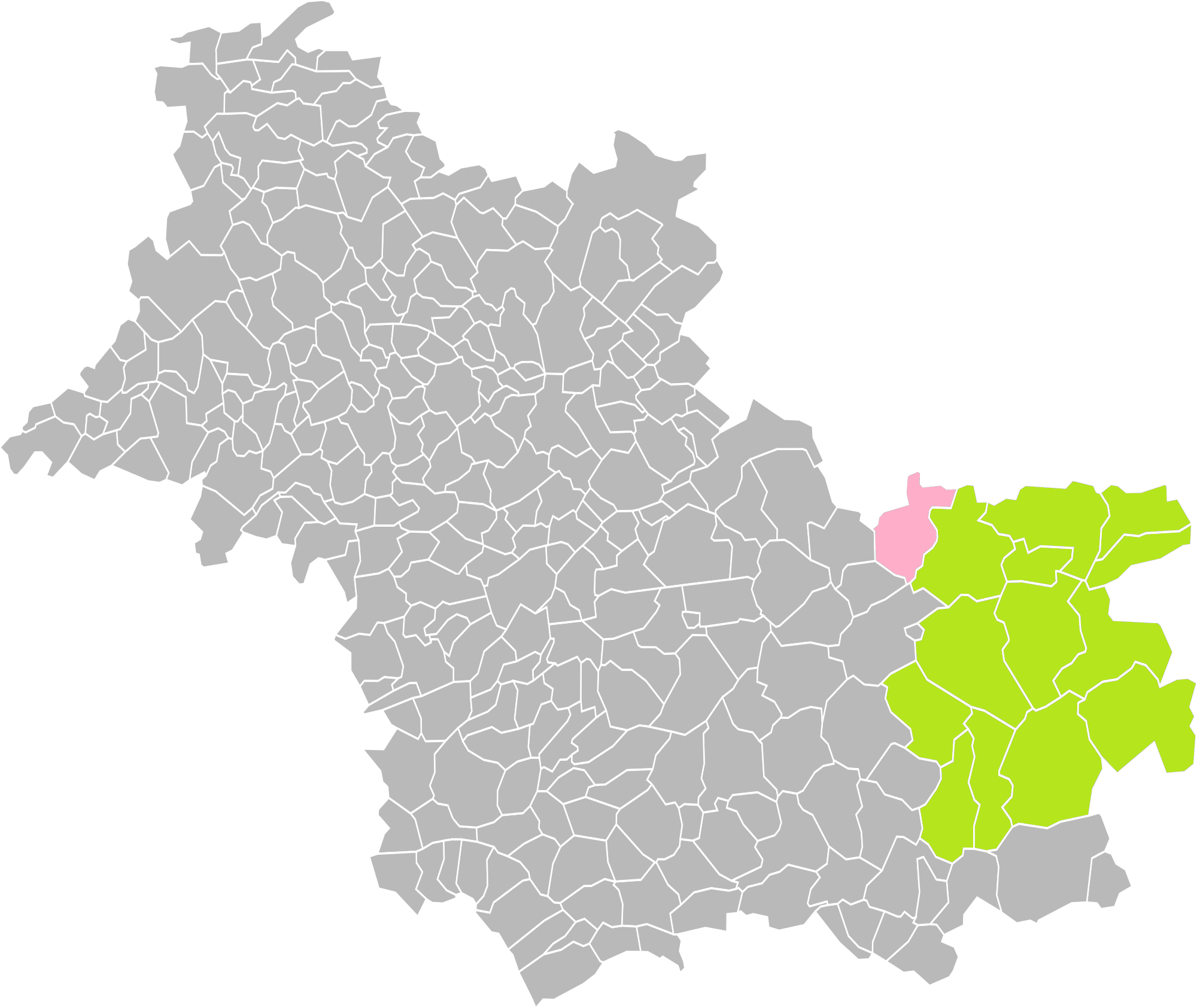
Yvoy-le-Marron dans le canton de la Sologne en 2016.

### Politique et administration municipale

#### Conseil municipal et maire
Le conseil municipal d'Yvoy-le-Marron, commune de moins de 1 000 habitants, est élu au scrutin majoritaire plurinominal avec listes ouvertes et panachage. Compte tenu de la population communale, le nombre de sièges au conseil municipal est de 15. Le maire, à la fois agent de l'État et exécutif de la commune en tant que collectivité territoriale, est élu par le conseil municipal au scrutin secret lors de la première réunion du conseil suivant les élections municipales, pour un mandat de six ans, c'est-à-dire pour la durée du mandat du conseil.
| Période                                  | Période  | Identité                          | Étiquette | Qualité                                         |
| ---------------------------------------- | -------- | --------------------------------- | --------- | ----------------------------------------------- |
| 1871                                     | 1879     | Ludovic de Loynes d'Estrées       |           |                                                 |
| 1879                                     | 1884     | Joseph de Loynes d'Estrées        |           |                                                 |
| 1884                                     | 1912     | Benoit Bonnin                     |           |                                                 |
| 1912                                     | 1935     | Joseph de Loynes d'Estrées        |           |                                                 |
| 1935                                     | 1939     | Marius-Paul Otto                  |           |                                                 |
| 1939                                     | 1944     | Maurice Otto                      |           |                                                 |
| 1944                                     | 1944     | Membres de la Délégation Spéciale |           |                                                 |
| 1945                                     | 1947     | Jean-Batiste Privet               |           |                                                 |
| 1947                                     | 1951     | Jean Badimon                      |           |                                                 |
| 1951                                     | 1977     | Jean Prouvost                     |           |                                                 |
| 1977                                     | 1977     | Elisabeth Prouvost                |           |                                                 |
| 1978                                     | 1983     | Claude Chevalier-Appert           |           |                                                 |
| 1983                                     | 2001     | Guy de Bodman                     |           |                                                 |
| 2001                                     | 2005     | Bernard Bouhier de l'Ecluse       | UMP       |                                                 |
| 2005                                     | En cours | Daniel Lombardi,                  |           | Ancien artisan, commerçant ou chef d'entreprise |
| Les données manquantes sont à compléter. |          |                                   |           |                                                 |

## Population et société

### Démographie

#### Évolution démographique
L'évolution du nombre d'habitants est connue à travers les recensements de la population effectués dans la commune depuis 1793. Pour les communes de moins de 10 000 habitants, une enquête de recensement portant sur toute la population est réalisée tous les cinq ans, les populations de référence des années intermédiaires étant quant à elles estimées par interpolation ou extrapolation. Pour la commune, le premier recensement exhaustif entrant dans le cadre du nouveau dispositif a été réalisé en 2007.

En 2022, la commune comptait 757 habitants, en évolution de +9,24 % par rapport à 2016 (Loir-et-Cher : −1,15 %, France hors Mayotte : +2,11 %).
| 1793 | 1800 | 1806 | 1821 | 1831 | 1836 | 1841 | 1846 | 1851 |
| ---- | ---- | ---- | ---- | ---- | ---- | ---- | ---- | ---- |
| 592  | 579  | 533  | 634  | 620  | 631  | 653  | 713  | 687  |

| 1856 | 1861 | 1866 | 1872 | 1876 | 1881 | 1886 | 1891 | 1896 |
| ---- | ---- | ---- | ---- | ---- | ---- | ---- | ---- | ---- |
| 649  | 635  | 660  | 707  | 767  | 744  | 727  | 780  | 766  |

| 1901 | 1906 | 1911 | 1921 | 1926 | 1931 | 1936 | 1946 | 1954 |
| ---- | ---- | ---- | ---- | ---- | ---- | ---- | ---- | ---- |
| 751  | 810  | 786  | 758  | 801  | 706  | 641  | 602  | 553  |

| 1962 | 1968 | 1975 | 1982 | 1990 | 1999 | 2006 | 2007 | 2012 |
| ---- | ---- | ---- | ---- | ---- | ---- | ---- | ---- | ---- |
| 519  | 540  | 544  | 483  | 494  | 538  | 595  | 603  | 607  |

| 2017 | 2022 | - | - | - | - | - | - | - |
| ---- | ---- | - | - | - | - | - | - | - |
| 728  | 757  | - | - | - | - | - | - | - |

#### Pyramide des âges
La population de la commune est relativement âgée.
En 2018, le taux de personnes d'un âge inférieur à 30 ans s'élève à 31,0 %, soit en dessous de la moyenne départementale (31,3 %). À l'inverse, le taux de personnes d'âge supérieur à 60 ans est de 34,2 % la même année, alors qu'il est de 31,6 % au niveau départemental.
En 2018, la commune comptait 358 hommes pour 384 femmes, soit un taux de 51,75 % de femmes, légèrement supérieur au taux départemental (51,45 %).
Les pyramides des âges de la commune et du département s'établissent comme suit.
| Hommes | Classe d’âge | Femmes |
| ------ | ------------ | ------ |
| 2,2    | 90 ou +      | 6,5    |
| 11,2   | 75-89 ans    | 12,2   |
| 18,9   | 60-74 ans    | 17,4   |
| 20,9   | 45-59 ans    | 18,7   |
| 16,5   | 30-44 ans    | 13,5   |
| 14,9   | 15-29 ans    | 13,1   |
| 15,3   | 0-14 ans     | 18,6   |

| Hommes | Classe d’âge | Femmes |
| ------ | ------------ | ------ |
| 1,1    | 90 ou +      | 2,6    |
| 9,2    | 75-89 ans    | 11,9   |
| 19,7   | 60-74 ans    | 20,4   |
| 20,7   | 45-59 ans    | 20     |
| 16,5   | 30-44 ans    | 16,2   |
| 15,2   | 15-29 ans    | 13,2   |
| 17,6   | 0-14 ans     | 15,7   |

### Enseignement
Yvoy-le-Marron est située dans l'académie d'Orléans-Tours. La commune dispose d'une école élémentaire publique.

## Lieux et monuments
- Château Le Mont Suzey
- Château de Villedard
- Fontaine Saint-Caprais
- Église Saint-Caprais

Les premiers chrétiens d'Yvoy construisirent leur église vers le début du VIe siècle. Elle a été transformée, agrandie et plusieurs fois restaurée au cours des siècles. 
Elle est composée de trois parties construites à des époques différentes :
1. Au centre, se trouve la partie la plus ancienne, c'est ce qui reste probablement de la première église d'Yvoy construite en pierre.
2. Au XVe ou XVIe siècle, l'église étant trop petite, on entreprit de l'allonger. L'abside fut démolie et au bout de la nef on construisit une nef plus haute. Le chœur fut percé de trois fenêtres gothiques. Deux existent encore. Celle du fond, au-dessus de l'autel, fut obstruée. De chaque côté de l'autel, s'ouvraient deux portes : l'une conduisait à la sacristie à droite, l'autre au presbytère à gauche.
3. Une porte latérale donnant sur le cimetière fut au XVIe siècle ou percée ou agrandie. En anse de panier, cette porte était surmontée d'un écusson vraisemblablement fleurdelisé car il fut martelé à la Révolution. Ces travaux furent exécutés par un maçon d'Yvoy : Étienne Foutant. À sa mort, on l'enterra dans le cimetière au pied de l'église et son épitaphe se trouve aujourd'hui scellée dans le mur : Ci-gît Étienne Foutant, maçon de ecens lequel trépassa le VIe jour de février MDXXVI. À noter : ecens signifie « d'ici », et VIe jour de février MDXXVI signifie « 6 février 1526 ».

Vers 1525 l'église qui venait d'être agrandie reçut un cadeau d'importance : Claude d'Étampes, seigneur de la Ferté-Nabert (c'est-à-dire La Ferté-Saint-Aubin) et sa femme Anne Robertet (fille du ministre des finances de Charles VII de France, Louis XII et François Ier) offrirent à l'église des fonts baptismaux en pierre sculptée. Ils se composent de deux cuves en pierre ornées d'élégants motifs sculptés Renaissance, posés sur des colonnettes. Ils portent les armoiries des Robertet et de Claude d'Etampes. Les cuves étaient doublées de plomb et des couvercles de cuivre ou d'étain les fermaient. Ils sont classés sur l'inventaire des monuments historiques le 23 décembre 1957.

On peut admettre que la première église n'avait pas de clocher mais une cloche placée dans un campanile qui s'effondra. Au XVIIIe siècle l'église reçut une nouvelle cloche, nommée Caprais, bénite par François Colle de Villiers, curé. L'église possédait une deuxième cloche, en 1861 elle se brisa. Une nouvelle cloche, nommée Hector-Louise, fut baptisée par Monseigneur Pallu, évêque de Blois.

Sur chaque cloche figure une inscription (reproduite ici aussi fidèlement que possible) :
- texte de la première cloche :

« L'AN 1788 IAY ETE BENITE PAR Mre FRANCOIS COLLE DE VILLIERS CURE DE CETTE Psse NOMMEE CAPRAIS PAR HAUT ET PUISSANT Sgr

CHARLES RENE VALENTIN MARQUIS DE COUE MESTRE DE CAMP DE CAVALERIE CHVR DE L'ORDRE ROYALE ET MILITAIRE DE ST LOUIS Sgr DE

LA BARONNIE FERTE DE LOVENDAL DE CETTE PAROISSE ET PAR DLLE MARIE HENRIETTE DE LUKER FILLE DE HAUT ET PUISSANT Sgr

EDOUARD JEAN MARQUIS DE LUKER BRIGADIER DES ARMES DU ROY CHEVR DE L'ORDRE ROYALE ET MILITAIRE DE ST LOUIS ET DAME MARIE ANGELIQUE DE STE HERMINE SON EPOUSE

P GAUTIER SINDIC

I PRESSON »
- texte de la deuxième cloche :

« L'AN 1861 J'AI ETE BATISEE PAR Mgr PALU DU PARC EV DE BLOIS NOMMEE HECTOR DAUDIER PROPre

A YVOY LE MARRON ET PAR Mme LOUISE ANNE MARIE DE LA TAILLE EPOUSE DE MR DE LOYNES D'ESTREES PROPre ET MAIRE DE CETTE

Cne Mr QUENTIN ETANT CURE MR CHERIER TRESORIER

FONDERIE D'ORLEANS DE BOLLEEE AINE »

## Personnalités liées à la commune
- Édouard Courchinoux (1891-1968), publicitaire affichiste.
- Jean Prouvost (1885-1978), industriel du textile, grand patron de presse (propriétaire de Paris-Soir, Marie-Claire et Paris Match), propriétaire à Yvoy-le-Marron et maire de la commune pendant de nombreuses années.
- Olivia de Havilland (1916-2020), actrice britannique, naturalisée américaine et française, et Pierre Galante (1909-1990), journaliste de Paris Match, sont mariés à la mairie de la commune par Prouvost le 2 avril 1955[55]. Le témoin du marié est le rédacteur en chef de Paris Match et écrivain Gaston Bonheur.